# COV Leidschendam
De COV Leidschendam (voluit: Christelijke Oratorium Vereniging Leidschendam) is een koor in de Nederlandse plaats Leidschendam. Het koor heeft ca. 80 leden. Repetities vinden plaats in de Dorpskerk te Leidschendam. Het koor voert voornamelijk oratorium werken uit, en wordt tijdens haar concerten veelal begeleid door het RBO Sinfonia. 

## Geschiedenis
Dit koor is opgericht op 22 oktober 1908 onder de naam Zanglust vanuit een timmermanswerkplaats. De directeur van deze werkplaats, dhr. A. Teljeur, was de eerste dirigent. Deze naam, Christelijke Gemengde Zangvereniging "Zanglust", droeg het koor tot haar 75-jarig jubileum, sinds 1983 draagt het koor haar huidige naam.
In 1915 vond het eerste echte concert plaats, begeleid door een orgel. De eerste jaren bestond het repertoire voornamelijk uit geestelijke liederen. Begin jaren 60 veranderde het repertoire geleidelijk naar oratorium werken.

## Dirigent
De COV Leidschendam staat sinds 2006 onder leiding van dirigent Bernhard Touwen. De repetities worden muzikaal begeleid door repetitor Niek van der Meij.